# Hans Degler

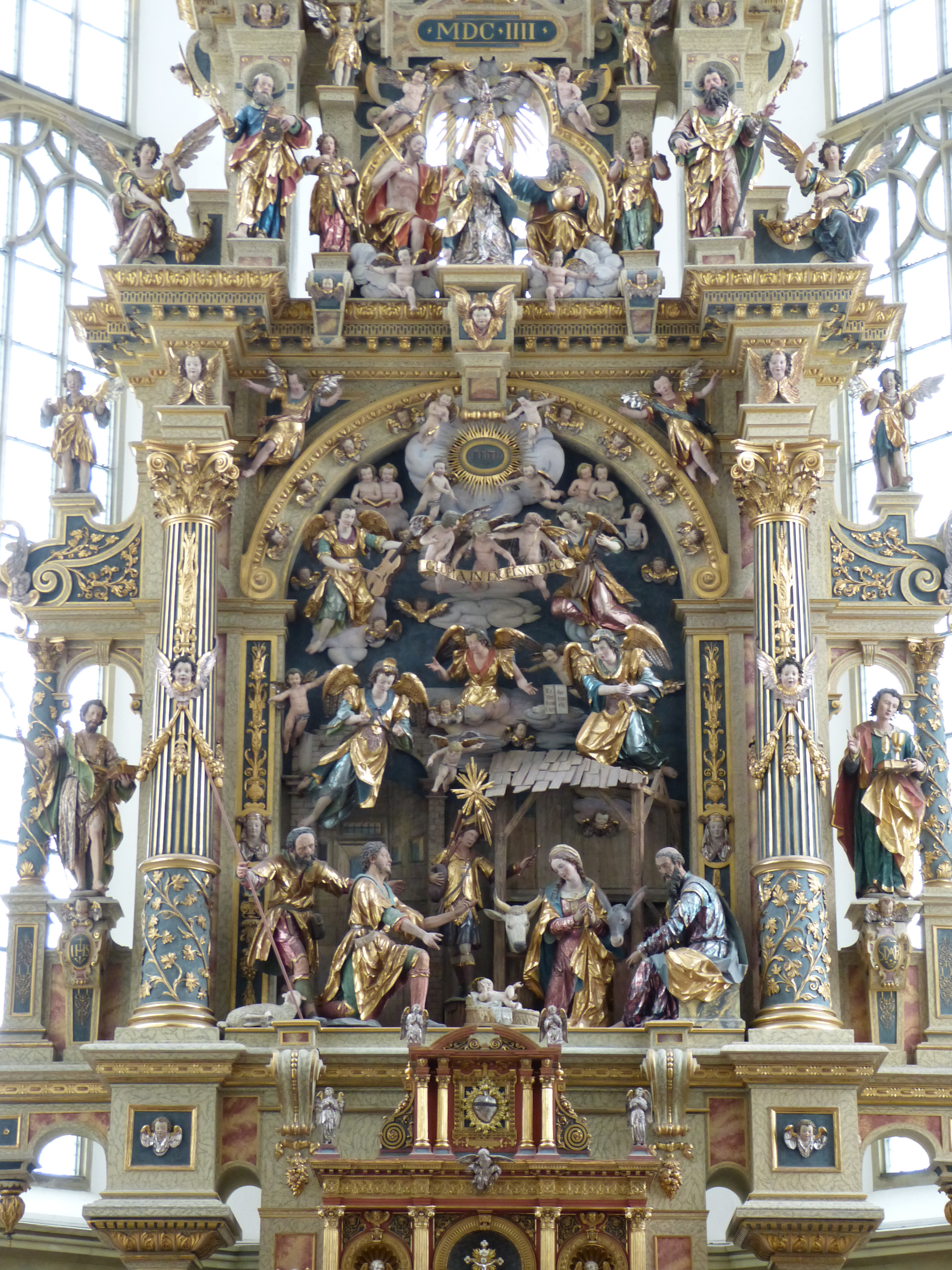
Detail eines von Deglers drei Augsburger Hauptwerken, in St. Ulrich und St. Afra (Augsburg)

Der Weilheimer Hans Degler (* 1564; † 1635) war ein bedeutender Bildhauer der südbayerischen Spätrenaissance und der Frühphase des Barocks.

## Leben

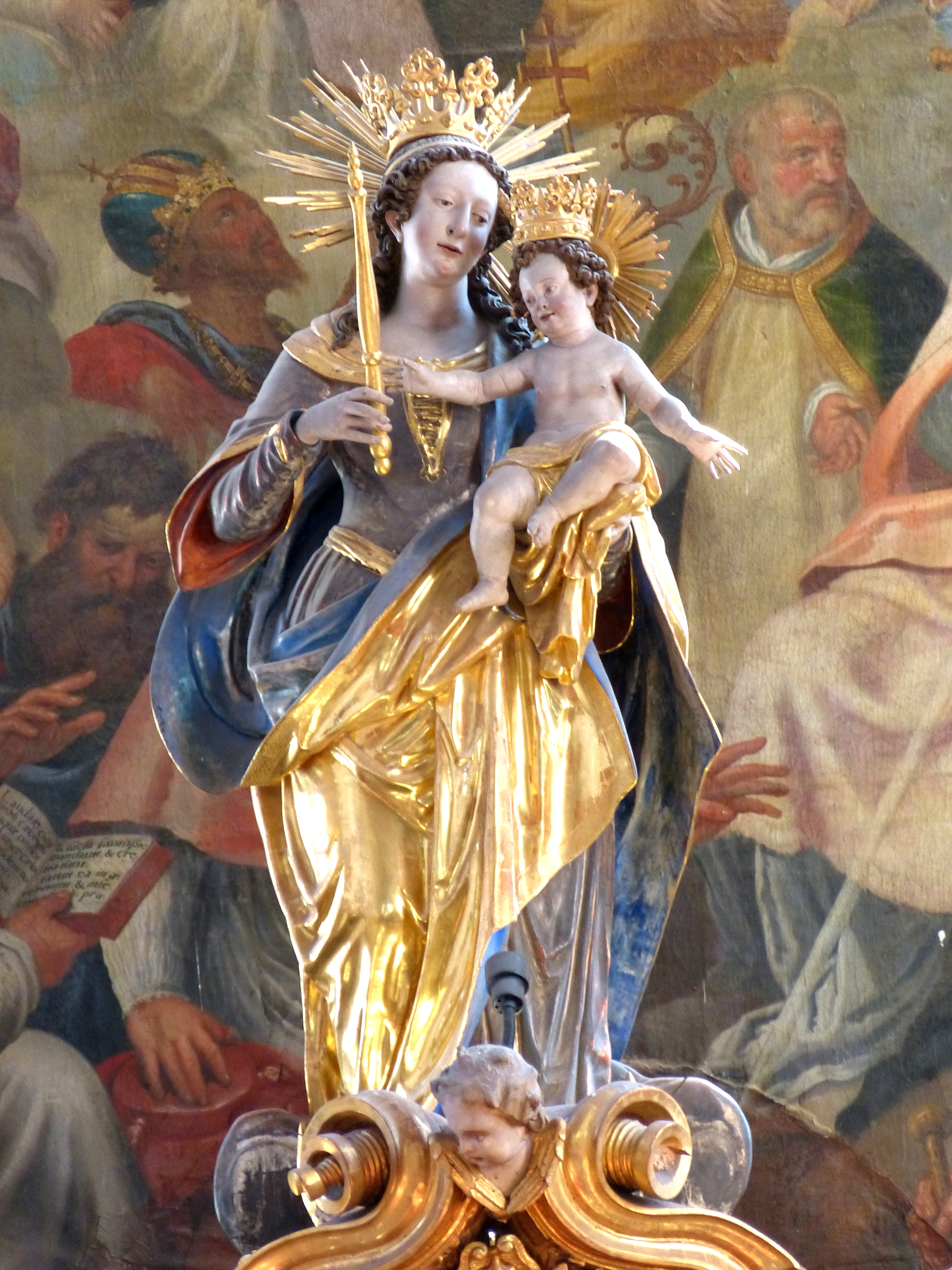
Madonna am Hochaltar der Klosterkirche Aldersbach

Hans Degler wurde 1564 als Sohn des gleichnamigen Weilheimer Bildhauers in München (?) geboren. Seine Ausbildung erhielt er entweder bei seinem Vater oder seinem späteren Schwiegervater Adam Krumpper (dem Vater von Hans Krumpper). Seine ersten überlieferten Werke schuf er für die Kapelle der Herzogin Maria Maximilliana am Münchner Hof 1590–1595 in Zusammenarbeit mit Adam Krumpper. Im Jahre 1590 heiratete Degler Helena Krumpper († 1627) und erhielt das Weilheimer Bürgerrecht.
Nach dem Tod seines Schwiegervaters übernahm er dessen Werkstatt, in der er viele Mitarbeiter beschäftigte und eine neue Generation namhafter Künstler (Christoph Angermair, Hans Jakob Zürn u. a.) ausbildete. Sein Schwager Hans Krumpper vermittelte ihm einflussreiche Aufträge wie für das Reichsstift St. Ulrich und Afra in Augsburg und das Stift Kremsmünster in Oberösterreich. Von 1607 bis 1628 war Degler Weilheimer Ratsmitglied (seit 1617 gehörte er zum Beisitz des Inneren Rates) und im Jahre 1627 heiratete er ein zweites Mal. Nach 1628 geriet er in finanzielle Schwierigkeiten und starb 1635 in Weilheim verarmt an der Pest. Degler hatte zwei Brüder die auch als Bildhauer tätig waren (einer in Wien). Aus der Ehe mit Helena Krumpper gingen zwei Söhne (David, Andreas) hervor, die ihrem Vater beruflich folgten. Von David Degler (1605–1682), der die väterliche Werkstätte weiterführte, sind viele Arbeiten erhalten.

## Werke

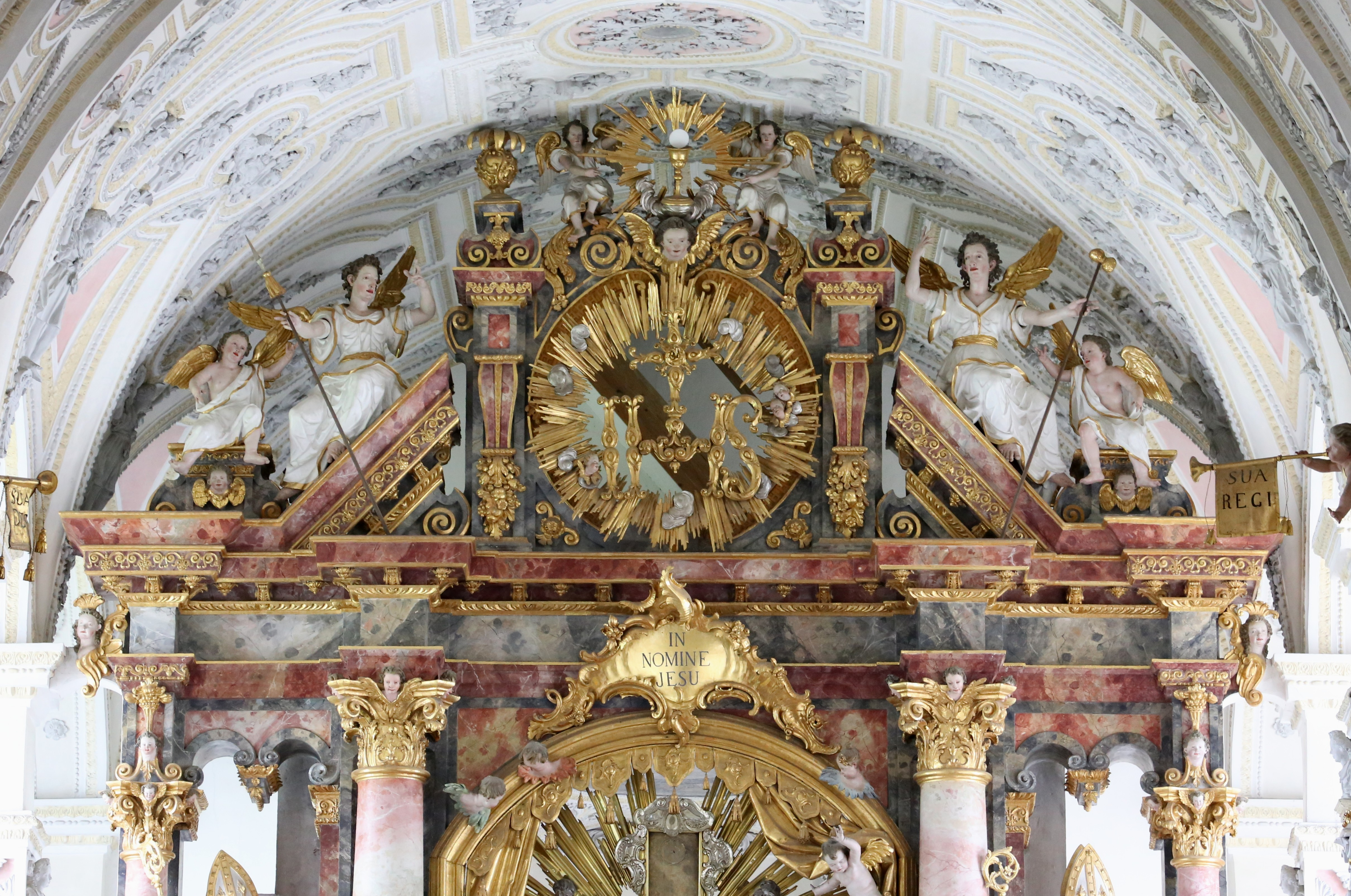
Engel am Hochaltar der Klosterkirche Polling

Hans Deglers herausragenden Hauptwerke sind die 3 monumentalen 21 und 23 m hohen Altäre in der Augsburger Stiftskirche St. Ulrich und Afra. Diese beinhalten insgesamt 270 Einzelfiguren.

### Werkverzeichnis (Auswahl)

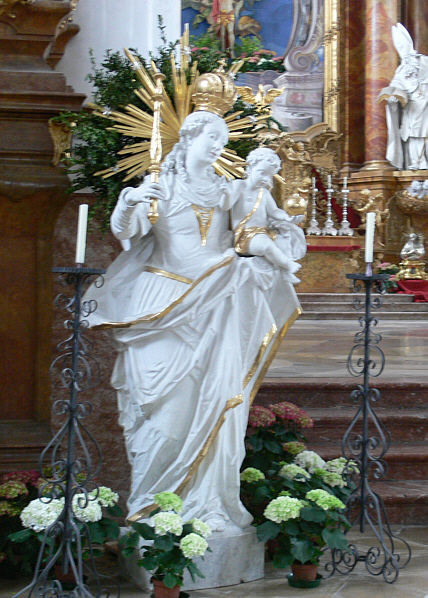
Maria Immaculata im Marienmünster Dießen

- komplette Figurenausstattung am Hoch-, Pfingst- und Osteraltar der Stiftskirche St. Ulrich und Afra Augsburg (1603/1604)
- Kanzel in der Stiftskirche St. Ulrich und Afra Augsburg (1606)
- Mondsichelmadonna in der Johanneskirche in Hofheim bei Murnau (1610)
- Figurenausstattung am Hochaltar der Pfarrkirche in Grünau im Almtal/OÖ (1616, ehemals i. d. Stiftskirche Kremsmünster)
- Madonna am Hochaltar der Klosterkirche Aldersbach (1620)
- Hauptfiguren am Hochaltar der Pfarrkirche in Kaufering (1620)
- Marienfigur im Marienmünster Dießen (1620)
- Maria Himmelskönigin am Hochaltar der Pfarrkirche Mariä Heimsuchung in Unterhausen bei Weilheim (1621)
- Madonna mit der Traube (vor 1625) in der Bürgersaalkirche München
- Mondsichel-Muttergottes in St. Sebastian (Augsburg) (nach 1625)
- Engelfiguren auf dem Hochaltar-Gebälk in der Klosterkirche Polling (1628)

Verlorengegangen sind seine Werke in den oberösterreichischen Stiftskirchen Spital am Pyhrn (1610–1612), Wilhering (1615) und Reichersberg (1617), sowie in der alten Altöttinger Jesuitenkirche (1610–1612) und in der Pfarrkirche von Seefeld in Tirol. Auch der Großteil seiner Arbeiten in der Aldersbacher Klosterkirche ist verlorengegangen.